# Yacolla
Yacolla is een monotypisch geslacht van spinnen uit de  familie van de Amaurobiidae (nachtkaardespinnen).

## Soort
- Yacolla pikelinae Lehtinen, 1967